# Брейди, Орла
О́рла Бре́йди (англ. Orla Brady, род. 28 марта 1961, Дублин) — ирландская актриса.

## Ранняя жизнь
Орла Брейди была второй из четырёх детей, родившихся у Патрика Брейди и его жены Кэтрин. Она жила в Брее, графство Уиклоу с рождения до семилетнего возраста. Она получила образование в монастыре Лорето в Уиклоу и монастыре Урсулинок в Дублине.
В 25 лет она переехала в Париж, где училась в школе Филиппа Гольера, обеспечив себе место в Парижской школе пантомимы (основана Марселем Марсо).

## Карьера

### В Великобритании
Брейди начала свою карьеру с театра «Баллунатикс» (англ. Balloonatics Theatre Company), где участвовала в гастрольных постановках пьес «Гамлет» и «Поминки по Финнегану».
Затем она вернулась в Дублин, чтобы выступать в театре «Гейт» (англ. Gate Theatre), где сыграла Адель в пьесе «Дом Бернарды Альбы» и Наташу в «Трёх сестрах».
После переезда в Лондон она играла Кейт в постановке пьесы Брайана Фрила «Филадельфия, я иду к тебе!» (англ. Philadelphia, Here I Come!), которая позже стала показываться в театре «Королевская голова» (англ. King's Head Theatre) в Вест-Энде.
Первой профессиональной работой Брейди «Ослеплённый солнцем» (англ. Blinded by the Sun) Стивена Полякова в Королевском национальном театре, и с тех пор она играла как в ирландских, так и британских театрах, телесериалах и фильмах.
Среди проектов совместного производства выделяется фильм RTÉ/BBC «Разделённая любовь», в котором она сыграла роль Шейлы Клони; за эту роль она получила «Золотую Нимфу» за лучшую женскую роль на Телевизионном фестивале в Монте-Карло в 1999 году.
Также в 1999 году Орла снялась в сказочном фильме совместного производства Страна фей в дуэте с Рэнди Куэйдом в роли Кэтрин Фитцпатрик.
Брейди также исполнила роль одной из четырёх главных героинь в телесериале BBC «Любовницы»; она предстала как Шивон Диллон, адвокат, который изо всех сил пытается поддерживать свои отношения с мужем Гарри, а также заводит роман с коллегой Домиником, с которым она позже остаётся и решается завести ребёнка. Брейди появилась в телесериале RTÉ «Доказательство», а также снялась в таких фильмах, как «Слова на оконном стекле» (1994), «Защита Лужина» (2000), «А что насчет тебя?» (2007) и «Нулевой размер» (2007).
В 2008 году она появилась одном из эпизодов британского телесериала «Валландер», а также в первом сезоне телесериала про мошенников «Виртуозы» в роли нечистого на руку коллекционера произведений искусства Мередит Гейтс, которую саму обирают главные герои.
В конце 2013 года она появилась как графиня Вера Русакова в телевизионной экранизации сборника новелл Агаты Кристи «Подвиги Геракла» в предпоследней серии телесериала «Пуаро Агаты Кристи» с Дэвидом Суше в главной роли.
25 декабря 2013 Брейди появилась в специальном рождественском эпизоде культового научно-фантастического телесериала BBC «Доктор Кто» под названием «Время Доктора» в качестве ключевого персонажа Таши Лем.

### В США
После переезда в Лос-Анджелес в 2001 году Брейди появилась в основном составе телесериала «Семейный закон», сыграв Нейше О’Нил. Сериал шёл три сезона на телеканале CBS. Она также снялась в сериале «Части тела», американской драме про пластических хирургов, где появилась в роли доктора Джордан. Позже она исполнила роль Клэр Старк, бывшей жены персонажа Джеймса Вудса, в шоу «Акула».
С 2010 по 2012 год Брейди играла Элизабет Бишоп, жену Уолтера Бишопа и мать Питера Бишопа в телесериале Fox «Грань». В 2010 году она появилась в мини-сериале «Бездна» с Джеймсом Несбиттом, где сыграла роль Кэтрин. Она также снялась в сериале «Ответный удар» в роли Кэти Дартмут.
В 2012 году она появилась в сериале ITV «Вечный закон» в роли миссис Шерингем, ангела, который влюбился в человека и сам стал смертным. В телесериале Sky1 «Синдбад» Брейди сыграла одну из основных женских персонажей — Тарин.
В 2014 году она приняла участие в телесериале «Изгнанники», исполнив роль Энн Мередит. В 2015 году Брейди исполнила роль Лидии в научно-фантастическом телесериале AMC «В пустыне смерти».

## Фотографическая модель
В конце 1980-х Брейди позировала для серии фотографических рисунков, которые были опубликованы в The Illustrator's Figure Reference Manual (1987). Образ Брейди, где она позирует в своём собственном платье, был использован художником Джеком Веттриано для картины «Поющий дворецкий» (англ. The Singing Butler).

## Личная жизнь
В 2001 году Брейди переехала в Лос-Анджелес, где встретила английского фотографа Ника Брандта. В декабре 2002 года она вышла за него замуж в Чюлу-Хилс, Кения. В настоящее время она живёт попеременно в Лос-Анджелесе и Лондоне. У актрисы детей нет. Она позиционирует себя как атеистка.